# Fort Cobb
Pour les articles homonymes, voir Cobb.
Fort Cobb est une localité du comté de Caddo en Oklahoma aux États-Unis, elle comptait 667 habitants en 2000.

## Histoire
Fort Cobb était un poste de l'US Army établi sur la frontière de l'Indian Territory le 1er octobre 1859. Lors de la guerre de Sécession, il fut occupé à tour de rôle par les troupes de l'Union et de la Confédération. Il fut le quartier général du général Custer du 18 décembre 1869 au 6 janvier 1869, lors des guerres indiennes. Le fort fut démilitarisé peu après, mais la localité qui subsista lui doit son nom.